# Harangi László
Harangi László, névváltozata: Haranghy (1906-ig Winternitz) (Gödöllő, 1897. február 28. – Budapest, Józsefváros, 1934. április 25.) költő, ifjúsági író, lapszerkesztő, Sík Sándor unokaöccse.

## Élete
Apja Haranghy Vilmos, a Mezőkövesdi Takarékpénztár Rt. vezérigazgatója, anyja Winternitz Ilona volt. Gyermekkorában agyvelőgyulladás következtében jobb kezére lebénult. 1906-ban édesanyjával együtt családnevét Harangira változtatta. Unokabátyja, Sík Sándor ösztönzésére magánúton érettségizett. Tanulmányait a Pázmány Péter Tudományegyetemen folytatta, ahol 1924-ben bölcsészdoktori oklevelet szerzett. Szerkesztője volt 1924-től a Kis Pajtás című ifjúsági lapnak. 1928 novemberében Budapesten nőül vette Boros Vilmát (1899–1991). Ifjúsági regényei, elbeszélései többnyire a korabeli katolikus folyóiratokban jelentek meg. Anyanyelvén kívül beszélt angolul, németül, franciául és olaszul is. Álneve: Laci bácsi.

## Művei
- Mackófalvi Mackó Miki kalandjai (mese, Budapest, 1918)
- Vidám jelenetek és egyéb apróságok. Kemény Györggyel és Radványi Kálmánnal. (Budapest, 1920)
- A cukorgyár titka (regény, Budapest, 1924)
- A két arabus (cserkészvígjáték, Budapest, 1924)
- A modern cserkésztábor (bohózat, 1925)
- Buckó királyfi. Laci bácsi meséi. (Budapest, 1927)
- Robinson unokái (cserkészregény, Budapest, 1927)
- Az utolsó állomás (regény, Budapest, 1930)
- Harangi László versei (Sík Sándor bevezetőjével Budapest, 1934)
- A lélek erősebb (verses napló, Sík Sándor előszavával, Rákospalota, 1940)

### Fordításai
- Baden-Powell, Robert: A boldogulás ösvényein (Budapest, 1933, 3. kiadás: Budapest, 2004)